# Sándor Gombos
Sándor Gombos (Sombor, 4 dicembre 1895 – Budapest, 27 gennaio 1968) è stato uno schermidore ungherese, vincitore di una medaglia d'oro nella scherma ai Giochi olimpici.

## Palmarès
In carriera ha ottenuto i seguenti risultati:
- Giochi olimpici:

Amsterdam 1928: oro nella sciabola a squadre.
- Mondiali di scherma

Budapest-Ostenda 1926: oro nella sciabola individuale.
Vichy 1927: oro nella sciabola individuale.
Liegi 1930: oro nella sciabola a squadre.
Vienna 1931: oro nella sciabola a squadre.